# Michael Dorn
Michael Dorn  (n. 9 decembrie 1952, Luling⁠(d), Texas, SUA) este un actor american. Este cel mai cunoscut pentru interpretarea rolului klingonianului Worf în franciza științifico-fantastică Star Trek.
De la prima sa apariție în episodul Star Trek: Generația următoare, „Întâlnire pe stația Farpoint”, în 1987 la ultima sa apariție în Star Trek: Nemesis în 2002, Dorn a apărut ca actor principal de mai multe ori ca oricare alt actor din istoria francizei, jucând în cinci filme artistice de lungmetraj și în 272 de episoade de televiziune. El a apărut și ca unchiul lui Worf, colonelul Worf, în filmul din 1991, Star Trek VI: Tărâmul nedescoperit.

## Filmografie

### Film
| An   | Film                                                            | Rol                                     | Note                 |
| ---- | --------------------------------------------------------------- | --------------------------------------- | -------------------- |
| 1976 | Rocky                                                           | Apollo Creed's bodyguard (nemenționat)  | Dorn's film debut    |
| 1977 | Demon Seed                                                      | bit part (nemenționat)                  |                      |
| 1985 | Jagged Edge                                                     | Dan Hislan                              |                      |
| 1991 | Star Trek VI: The Undiscovered Country                          | Klingon Defense Attorney (Colonel Worf) |                      |
| 1994 | Star Trek Generations                                           | Lieutenant Commander Worf               |                      |
| 1995 | Timemaster                                                      | Chairman                                |                      |
| 1995 | Mission Critical                                                | Commander                               |                      |
| 1996 | Star Trek: First Contact                                        | Lieutenant Commander Worf               |                      |
| 1997 | Menno's Mind                                                    | Simon, Menno's Friend                   |                      |
| 1998 | Star Trek: Insurrection                                         | Lieutenant Commander Worf               |                      |
| 2000 | Shadow Hours                                                    | Detective Thomas Greenwood              |                      |
| 2000 | The Prophet's Game                                              | Bob Bowman                              |                      |
| 2001 | The Gristle                                                     | Tar                                     |                      |
| 2001 | Mach 2                                                          | Rogers                                  |                      |
| 2001 | Ali                                                             | Black pilot                             |                      |
| 2002 | Face Value                                                      | Hitman                                  |                      |
| 2002 | Star Trek: Nemesis                                              | Lieutenant Commander Worf               |                      |
| 2002 | The Santa Clause 2                                              | The Sandman                             |                      |
| 2003 | Shade                                                           | Jack Thornhill                          |                      |
| 2003 | Lessons For an Assassin                                         | Quinn                                   |                      |
| 2003 | The Interplanetary Surplus Male and Amazon Women of Outer Space | Sam the Bartender                       | Straight-to-DVD film |
| 2005 | Heart of the Beholder                                           | Lieutenant Larson                       |                      |
| 2005 | Thru the Moebius Strip                                          | King Tor (voce)                         |                      |
| 2006 | The Santa Clause 3: The Escape Clause                           | The Sandman                             |                      |
| 2007 | Fist of the Warrior                                             | Arnold Denton                           |                      |
| 2007 | Night Skies                                                     | Kyle                                    |                      |
| 2007 | The Deep Below                                                  | Carl Bennett                            |                      |
| 2009 | Bionicle: The Legend Reborn                                     | Mata Nui (voice)                        | Straight-to-DVD film |
| 2012 | Strange Frame                                                   | Guardship Commander                     |                      |
| 2015 | Ted 2                                                           | Rick                                    |                      |
| 2017 | The Man from Earth: Holocene                                    | Dr. Parker                              |                      |

### Televiziune
| An(i)        | Emisiune TV                         | Rol                                                         | Note                                  |
| ------------ | ----------------------------------- | ----------------------------------------------------------- | ------------------------------------- |
| 1979–1982    | CHiPs                               | Officer Jebediah Turner                                     | 31 episoade                           |
| 1981         | Knots Landing                       | Paramedic                                                   | Episodul: "The Vigil"                 |
| 1985         | 227                                 | Lester's friend                                             | 1 episod                              |
| 1986–1987    | Days of Our Lives                   | Jimmy                                                       |                                       |
| 1987–1994    | Star Trek: The Next Generation      | Lieutenant Worf                                             | 175 episoade                          |
| 1988         | Reading Rainbow                     | Rolul său                                                   | Episodul: "The Bionic Bunny Show"     |
| 1989         | Webster                             | Lieutenant Worf                                             | Episodul: "Webtrek"                   |
| 1991–1994    | Dinosaurs                           | Elders                                                      |                                       |
| 1994         | SWAT Kats: The Radical Squadron     | Mutilor                                                     |                                       |
| 1994–1997    | Gargoyles                           | Coldstone, Taurus                                           |                                       |
| 1995         | Amanda and the Alien                | Lieutenant Vint                                             | Film TV                               |
| 1995         | World of Wonder                     | Himself – Host                                              | Science show on the Discovery Channel |
| 1995–1996    | Fantastic Four                      | Gorgon                                                      |                                       |
| 1995–1999    | Star Trek: Deep Space Nine          | Lieutenant Commander Worf                                   | 102 episodes                          |
| 1995–2000    | The Outer Limits                    | Pete Claridge                                               | Episode: "The Voyage Home"            |
| 1996         | Adventures from the Book of Virtues | Apollo                                                      | 1 episode                             |
| 1996         | Captain Simian & the Space Monkeys  | Lord Nebula                                                 | 2 episodes                            |
| 1996–2000    | Superman: The Animated Series       | Kalibak and John Henry Irons / Steel                        |                                       |
| 1997–1999    | I Am Weasel                         | I.M. Weasel                                                 |                                       |
| 2000         | Martial Law                         | Councilman Tynan                                            | Episode: "No Quarter"                 |
| 2001         | 7th Heaven                          | Mr. Johnson                                                 |                                       |
| 2002         | Through the Fire                    | Michael Collins                                             | Television film                       |
| 2003         | Justice League                      | Kalibak                                                     |                                       |
| 2003         | Kim Possible: A Sitch in Time       | Rufus 3000                                                  | Television film                       |
| 2003         | Spider-Man: The New Animated Series | Kraven the Hunter                                           |                                       |
| 2003–2005    | Duck Dodgers                        | The Martian Centurion Robots, Captain Long, Klunkin Warrior |                                       |
| 2004–2005    | Megas XLR                           | R.E.G.I.S. Mark V and Number 14                             |                                       |
| 2004–2007    | Danny Phantom                       | Fright Knight                                               |                                       |
| 2005         | Justice League Unlimited            | Kalibak                                                     |                                       |
| 2005         | Descent                             | General Fielding                                            | Television film                       |
| 2005         | Family Guy                          | Lieutenant Worf                                             | Episode: "Peter's Got Woods"          |
| 2006         | All You've Got                      | Fire Captain Diaz                                           | Television film                       |
| 2006         | A.I. Assault                        | General Buskirk                                             | Television film                       |
| 2006         | Fallen Angels                       | Taylor                                                      | Television film                       |
| 2009         | Family Guy                          | Himself                                                     | Episode: "Not All Dogs Go to Heaven"  |
| 2009         | Batman: The Brave and the Bold      | Bane, Krull the Eternal                                     |                                       |
| 2009         | Heroes                              | Unnamed President of the United States                      | Episode: "An Invisible Thread"        |
| 2010         | Adventure Time                      | Gork                                                        |                                       |
| 2010         | It's a Trap!                        | Lieutenant Worf                                             |                                       |
| 2011–2015    | Castle                              | Dr. Carver Burke                                            |                                       |
| 2011         | Winx Club                           | Lord Darkar                                                 |                                       |
| 2012, 2014   | Regular Show                        | Thomas the Demon                                            | 2 episoade                            |
| 2015–2016    | Teenage Mutant Ninja Turtles        | Captain Mozar                                               | 8 episoade                            |
| 2016–2017    | Arrow                               | Prometheus (voice)                                          | 7 episoade (nemenționat)              |
| 2017         | Supergirl                           | Prometheus (voice)                                          | "Crisis on Earth-X" (nemenționat)     |
| 2017         | Transformers: Titans Return         | Fortress Maximus                                            | Web Series                            |
| 2017–prezent | The Lion Guard                      | Bupu (voce)                                                 | 6 episoade                            |
| 2018         | OK K.O.! Let's Be Heroes            | Red Strike (voce)                                           | Episodul: "Crossover Nexus"           |

### Jocuri video
| An   | Joc                                            | Rol                   | Note  |
| ---- | ---------------------------------------------- | --------------------- | ----- |
| 1993 | Gabriel Knight: Sins of the Fathers            | Dr. John              |       |
| 1993 | Stellar 7: Draxon's Revenge                    | Narator               |       |
| 1995 | Mission Critical                               | Captain Steven Dana   |       |
| 1995 | Star Trek: The Next Generation – A Final Unity | Lieutenant Worf       |       |
| 1998 | Fallout 2                                      | Marcus/Frank Horrigan |       |
| 2000 | Star Trek: Armada                              | Ambassador Worf       |       |
| 2000 | Star Trek: Klingon Academy                     | Thok Mak              |       |
| 2000 | Star Trek: Deep Space Nine: The Fallen         | Lt. Commander Worf    |       |
| 2000 | Star Trek: Invasion                            | Lt. Commander Worf    |       |
| 2001 | Emperor: Battle for Dune                       | Duke Achillus         |       |
| 2004 | World of Warcraft                              | Multiple Characters   |       |
| 2006 | Star Trek: Legacy                              | Worf                  |       |
| 2008 | Saints Row 2                                   | Maero                 |       |
| 2008 | Lego Indiana Jones: The Original Adventures    | Kazim                 | Voce  |
| 2010 | Mass Effect 2                                  | Gatatog Uvenk         |       |
| 2010 | Fallout: New Vegas                             | Marcus                |       |
| 2010 | StarCraft II: Wings of Liberty                 | Tassadar              |       |
| 2013 | Saints Row IV                                  | Maero                 |       |
| 2013 | Star Trek: Online                              | Ambasador Worf        |       |
| 2015 | Infinite Crisis                                | Swamp Thing           |       |
| 2015 | Code Name: S.T.E.A.M.                          | John Henry            |       |
| 2016 | Master of Orion                                | Narator               | [ 5 ] |
| 2017 | XCOM 2: War of the Chosen                      | Pratal Mox            |       |
| 2018 | Lego DC Super-Villains                         | Kalibak               | [ 6 ] |